# Moussa Diallo
Moussa Diallo (Corbeil-Essonnes, 1997. január 27. –) francia labdarúgó, a svájci Servette hátvédje.

## Pályafutása
Diallo a franciaországi Corbeil-Essonnesben született. Az ifjúsági pályafutását a helyi Evry Essonne csapatában kezdte, majd a Brétigny Foot és az Auxerre akadémiájánál folytatta.
2014-ben az Auxerre tartalék, majd 2016-ban másodosztályban szereplő felnőtt csapatában mutatkozott be. Diallo a 2016. július 30-ai, Red Star elleni mérkőzésen debütált. 2019 januárjában a Cholet csapatához igazolt. 2020. augusztus 5-én két éves szerződést kötött a svájci Servette együttesével. Először 2020. szeptember 20-án, Lausanne-Sport ellen 2–1-re elvesztett mérkőzés 46. percében Alex Schalk cseréjeként lépett pályára. 2021. július 29-én, a Molde ellen 2–0-ra megnyert Konferencia Liga-selejtezőn megszerezte első gólját és emellett egy gólpasszt is kiosztott.

## Statisztika
2022. augusztus 27. szerint.
| Klub     | Szezon   | Bajnokság          | Bajnokság | Bajnokság | Kupa  | Kupa  | Nemzetközi | Nemzetközi | Összesen | Összesen |
| Klub     | Szezon   | Bajnokság          | Mérk.     | Gólok     | Mérk. | Gólok | Mérk.      | Gólok      | Mérk.    | Gólok    |
| -------- | -------- | ------------------ | --------- | --------- | ----- | ----- | ---------- | ---------- | -------- | -------- |
| Auxerre  | 2016–17  | Ligue 2            | 11        | 0         | 3     | 0     | 0          | 0          | 14       | 0        |
| Auxerre  | 2017–18  | Ligue 2            | 4         | 0         | 1     | 0     | 0          | 0          | 5        | 0        |
| Auxerre  | Összesen | Összesen           | 15        | 0         | 4     | 0     | 0          | 0          | 19       | 0        |
| Servette | 2020–21  | Swiss Super League | 20        | 0         | 3     | 0     | 1          | 0          | 24       | 0        |
| Servette | 2021–22  | Swiss Super League | 30        | 0         | 0     | 0     | 2          | 1          | 32       | 1        |
| Servette | 2022–23  | Swiss Super League | 4         | 0         | 0     | 0     | 0          | 0          | 4        | 0        |
| Servette | Összesen | Összesen           | 54        | 0         | 3     | 0     | 3          | 1          | 60       | 1        |
| Összesen | Összesen | Összesen           | 69        | 0         | 7     | 0     | 3          | 1          | 79       | 1        |